# Cazeneuve-Montaut
Cazeneuve-Montaut è un comune francese di 66 abitanti situato nel dipartimento dell'Alta Garonna nella regione dell'Occitania.

## Società

### Evoluzione demografica
Abitanti censiti